# Vila Boa (Sabugal)
Vila Boa ist eine Gemeinde (Freguesia) im portugiesischen Kreis Sabugal. In ihr leben 238 Einwohner (Stand 19. April 2021).